# バーバラ・ハットン
バーバラ・ハットン （Barbara Hutton,1912年11月14日 - 1979年5月11日）は、アメリカのミリオネア、ソーシャライト。大手スーパーマーケット・チェーン「ウールワース」創業者の孫。

## プア・リトル・リッチ・ガール
ニューヨークで生まれた。父は株式仲買人のフランクリン・ハットン。母はエドナ・ウールワース。母方の祖父フランク・ウィンフィールド・ウールワースは、スーパーマーケットチェーン「ウールワース」の創設者だった。フランクリンとエドナの夫婦仲は決して良くなかった。エドナは大金持ちの娘でありながら内気で社交界が嫌いだった。イエール大学出のエリートであるフランクリンは、派手好きで女性関係が絶えない男だった。1917年、精神不安定だったエドナは、ニューヨークのプラザホテルの一室で睡眠薬を飲んで自殺。自分の体の回りにアイリスの花を飾って死んでいった。5歳になるバーバラが、母親の遺体の第一発見者だった。
フランク・ウールワースには3人の娘がいたが、孫はバーバラと、エドナの妹の息子ジミーだけだった。エドナの死の2年後、フランクは67歳で死亡。その巨額の遺産の一部が孫娘のバーバラに残された。不動産・動産を含め、現在の貨幣価値で約5億6千万ドルという額にのぼる。7歳で世界で一番裕福な少女となったが、家庭の暖かさとは無縁に育つ。父フランクリンは、親としての愛情の薄い男だった。バーバラが成人するまでの彼女の財産の信託は彼にまかされ、彼の利殖・蓄財の才能で、次々と遺産の額を減らすどころか増やしていった。居場所のないバーバラは、親類の家や私立の寄宿学校を転々とした。どこに行っても、金のあることで敬遠された。心を許す友人もなかった。彼女に近づき、「財産目当て」と他人に揶揄されることを恐れる人、本当に彼女にたかるための人。バーバラの慰めは、母の愛したアイリスの花を飾り、自分のノートに詩を書きつづることだけだった。
21歳で社交界デビュー。父はそれを記念して、ニューヨークのリッツ・カールトン・ホテルで大規模なパーティーを開いた。4つのオーケストラ、200人のウェイターが動員された。1930年代の世界大恐慌のさなかであり、贅沢のかぎりをつくすパーティーをゴシップ紙は、「あのパーティー一つで飢えたアメリカ南部の農民を救える」と叩いた。父は彼女の花婿候補にと、アイビーリーグに通う名門の御曹司を大勢招待したが、いざダンスが始まると誰一人、パーティーの華であるバーバラを誘いに行こうとしなかった。彼女とダンスを踊ると、財産目当ての男に思われる、というのが皆の一致した意見だった。
後年、イギリスの劇作家・俳優のノエル・カワードは彼女を評して、「かわいそうな金持ちの小さな女の子」（Poor Little Rich girl）と呼び、同名の歌を作った。ありあまる金が、彼女の孤独を招いているのは明らかだった。パーティーに出席すると、「お金があると幸せも買えるんでしょ。」と女性たちに皮肉られた。会場から出て待たせていたリムジンに乗り込もうとすると、有名人見たさに集まる群衆から、腐ったトマトや卵を投げつけられた。一度、硫酸をかけられたこともあった。安売りスーパーであるウールワースの従業員たちは安い給料で長時間労働を強いられていたため、創業者一族の娘であるバーバラの桁はずれな浪費に怒り狂っており、経営陣たちからも苦々しく思われていたのである。彼女はこうした悪意から自分を守るために、ボディーガードを雇った。「私は世界で一番憎まれている女よ。」と自嘲的に語った。

## 癒せない孤独と不幸
バーバラが一時でも自分の不幸を忘れさせてくれるもの、それは男しかなかった。生涯に7回の結婚と離婚をしているが、その他にも男出入りが激しかった。彼女と結婚した社交界に生息する男たちは、彼女の金目当ての者が多かった。彼女の財産をあてにせず、きちんと仕事をもって働いていたのは3番目の夫で俳優のケーリー・グラントだけだった。
元夫は自称貴族の男が4人と噂されていたが、実際には身分を詐称していたのは最初の夫のみである。また名乗る肩書きがないためバーバラがヨーロッパの小国から爵位を買って与えた男という噂も流れたが、それはヨーロッパではなく東南アジアの小国である。元夫達の多くは欧米の社交界でも知られる貴族でスポーツマンのセレブであったが、彼女の財産目当てで贅沢三昧の暮らしを楽しみ、やがてはバーバラに愛想づかしされて、離婚する際には喜々として多額の慰謝料をせしめていった。これはドミニカ共和国の駐フランス特命全権大使であるが、プレイボーイとして著名であったポルフィリオ・ルビロサでさえ同様であった。2番目の夫のデンマーク貴族との間に長男ランス・リベントロー(Lance Reventlow)をもうけているが、後年飛行機事故で先立たれている。

## 拒食症
最初の夫とのハネムーンで、「バーバラ、君は太りすぎだよ。」と言われ、ふっくらとした少女だった彼女は極端なダイエットを繰り返すようになった。固形食料、とりわけ肉は一切とらず、ジュースやコーラ、ブラックコーヒーといった液体が主な食生活を続けた。1日約20本のコーラにさまざまな薬物やビタミン剤などを混ぜて飲んでいた。その結果、晩年は体重が36キロを下回るほどで、ついには自分で歩くことができず、移動のたびにボディガードに抱きかかえられた。しかし、「やせればやせるほど性欲が人一倍になった」と自分で言い、男性関係が絶えることはなかった。60歳を過ぎて、バーバラは一晩1千ドルでカリフォルニア州のビーチボーイを部屋に呼ぶということまでしていたが、長くは続かず、誰にも相手にされないようになっていった。
1979年、彼女が晩年に過ごしていたビバリーヒルズの高級ホテルの一室で既に亡くなっているのが発見された。残された遺産はたったの3500ドルだったという。ウッドローン墓地内のウールワース家の家族墓地に埋葬される。

## 夫たち
1. アレクシス・ムディバーニ (1933–1935)グルジアの王子と詐称し、欧米の社交界で次々と有名人と結婚し成り上がった偽王族ムディバーニ家の一員。
2. クルト・フォン・ホグイッツ・レヴェントロウ (1935–1938) デンマークの伯爵。二人の間に息子がひとり（女優のジル・セント・ジョンと結婚離婚し、のちに飛行機事故で死亡）。
3. ケーリー・グラント (1942–1945) 俳優。
4. イゴール・トルベツコヤ (1947–1951) トルブチェフスク公国を支配したトルブチェフスク公の末裔ということで王子の称号を持つロシア貴族。フェラーリ所属のカーレーサー。
5. ポルフィリオ・ルビロサ (1953–1954) ドミニカ共和国の外交官でプレイボーイで有名だった。
6. ゴットフリート・フォン・クラム (1955–1959) 全仏オープンの優勝経験があるドイツのテニス選手。クラム男爵の三男。
7. ビエール・ドーン (1964–1966) フランス在住のベトナム人の血を引く化学者で、バーバラがラオス南部にあったチャンパーサック王国の王子の称号を買い与えた。

## 宝石
バーバラが買い漁ったもののひとつに宝石がある。カルティエ、アスプレイ、ヴァンクリーフ&アーペルなど、高級宝飾店の上顧客だった。最初の結婚の際には、マリー・アントワネットが所有していた真珠のネックレスを祖父がカルティエから購入し、結婚祝いとして与えた。マリア・パヴロヴナ (ロシア大公妃)のエメラルドのティアラとネックレス、アメリー・ドルレアンのルビーのネックレス、イブラーヒーム・パシャの55カセットのダイヤなど、世界有数の名品のほか、日本で購入した大粒のイエローパールの二連ネックレスも所有していた。最後はビバリーヒルズのホテルの客室で、ヴァンクリーフ&アペールのティアラを頭に付けた状態で息を引き取っているのが発見された。2012年に、ランバンはバーバラの宝石コレクションを模したシリーズ「バーバラ」を発表した。

## 映画化
1987年に、ファラ・フォーセット主演でテレビ映画化された。

## 日本風邸宅「角屋」
1953年から1959年まで6年かけて、メキシコのクエルナバカ近郊のヒウテペックに「角屋（スミヤ）」という広大な別荘を建設した。歌舞伎座を模したシアターや、日本庭園があり、建築材はすべて日本から運ばせた。龍安寺を参考にした枯山水の庭は、作庭師小栗順三に依頼して日本の7か所から庭石を集めさせたものである。別荘は1993年にカミノ・レアル・スミヤ・クエルナバカホテルに改装されたが、門には今でも「薔阿薔薇波津頓　角屋」という表札が残されている。